# Saissetia subpatelliforme
Saissetia subpatelliforme är en insektsart som först beskrevs av Robert Newstead 1917.  Saissetia subpatelliforme ingår i släktet Saissetia och familjen skålsköldlöss. Inga underarter finns listade i Catalogue of Life.